# Etmadpur
Etmadpur é uma cidade e um município no distrito de Agra, no estado indiano de Uttar Pradesh.

## Demografia
Segundo o censo de 2001, Etmadpur tinha uma população de 19,412 habitantes. Os indivíduos do sexo masculino constituem 53% da população e os do sexo feminino 47%. Etmadpur tem uma taxa de literacia de 55%, inferior à média nacional de 59.5%: a literacia no sexo masculino é de 63% e no sexo feminino é de 45%. Em Etmadpur, 17% da população está abaixo dos 6 anos de idade.